# Rieko Miura
 (novembre 2021).
Si vous disposez d'ouvrages ou d'articles de référence ou si vous connaissez des sites web de qualité traitant du thème abordé ici, merci de compléter l'article en donnant les références utiles à sa vérifiabilité et en les liant à la section « Notes et références ».
Pour les articles homonymes, voir Miura (homonymie).
Rieko Miura (三浦理恵子, Miura Rieko), née le 1er septembre 1973, à Nakano, au Japon, est une actrice, ex-chanteuse-idole japonaise dans les années 1990. Elle débute en 1989 avec le groupe J-pop féminin CoCo, qui se sépare en 1994. En 1991, elle commence parallèlement une carrière en solo, et joue dans ses premiers drama. Elle sort régulièrement des disques jusqu'en 1997, puis se consacre à la comédie, faisant même du doublage d'anime, notamment connue pour la série R.O.D -READ OR DIE-.

## Discographie

### Singles
- 1991 : Namida no Tsubomi tachi
- 1991 : Suiheisen de Tsukamaete
- 1991 : Nichiyō wa Dameyo
- 1992 : Joke nimo Naranai Koi
- 1992 : Kamisama kara Moratta Chance
- 1993 : Tenshi no Iru Nagisa
- 1993 : Dakishimete Destiny
- 1994 : Rakuen no Toriko
- 1995 : Girls, be Ambitious!
- 1996 : Shiawase na hibi
- 1996 : French Kiss
- 1997 : Arigato

### Collaborations
- 2000 : Mainichi, No Problem (par le duo Komachi & Naoko)
- 2001 : Ai no Sazanami (par le groupe MiniSukaPan)
- 2003 : Demachi-Yanagi Kara (sous le nom Yuki Nakanoshima)

### Albums
- 1991: Belong to You
- 1996: Kiss

### Videos
- 1992: Belong to You (Rieko Miura First Concert)
- 1992: Yume de Aitai - Sweet Dreams - VIDEO CLIPS 1
- 1992: Rieko's Vacation - Rieko Miura Second Concert
- 1993: Rendez-vous RIEKO in NEW CALEDONIA & VANUATU
- 1996: Live at On Air East

## Filmographie

### Drama
- Yakō no Kaidan (TV Asahi, 2009)
- Tokumei Kakarichou Tadano Hitoshi 4 (TV Asahi, 2009)
- Nikutai no Mon (TV Asahi, 2008)
- Celeb to Binbo Taro (Fuji TV, 2008)
- Monster Parent (Fuji TV, 2008, ep8)
- Sweet 10 (TBS, 2008)
- Shichinin no Onna Bengoshi 2 (TV Asahi, 2008)
- Uramiya Honpo Special (TV Tokyo, 2008)
- Flight Panic (Fuji TV, 2007)
- Yama Onna Kabe Onna (Fuji TV, 2007)
- Tokumei Kakarichou Tadano Hitoshi 3 (TV Asahi, 2007)
- Waraeru Koi wa Shitakunai (TBS, 2006)
- Damens Walker (TV Asahi, 2006)
- 2006 : Kekkon dekinai otoko (結婚できない男?)
- Bengoshi no Kuzu (TBS, 2006, ep7)
- Galcir (NTV, 2006)
- Mei-bugyō! Ōoka Echizen (TV Asahi, 2006, ep1)
- Jyōou no Kyoushitsu SP (NTV, 2006)
- Saiyūki (Fuji TV, 2006, ep2)
- Satomi Hakkenden (TBS, 2006)
- Kaze no Haruka (NHK, 2005)
- Magari Kado no Kanojyo (Fuji TV, 2005)
- Tokumei Kakarichou Tadano Hitoshi 2 (TV Asahi, 2005)
- Ichiban Taisetsu na Hito wa Dare Desu ka (NTV, 2004)
- Koinu no Waltz (NTV, 2004)
- Shiroi Kyotō (Fuji TV, 2003)
- Yumemiru Budō ~ Hon wo Yomu Onna ~ (NHK, 2003)
- Tokumei Kakarichou Tadano Hitoshi (TV Asahi, 2003)
- Mukodono 2003 (Fuji TV, 2003)
- Engimono ~ America (Fuji TV, 2002)
- Kaidan Hyaku Monogatari Ghost (Fuji TV, 2002, story 9)
- Tajū Jinkaku Tantei Psycho (WOWOW, 2000)
- Kyukyu Heart Chiryoshitsu (Fuji TV, 1999)
- P.A. Private Actress (NTV, 1998)
- Tabloid (Fuji TV, 1998)
- Ojousama Meitantei (NHK, 1998)
- Melody (TBS, 1997)
- Agri (NHK, 1997)
- Kindaichi Shonen no Jikenbo 2 (NTV, 1996)
- Kindaichi Shonen no Jikenbo (NTV, 1995)
- Station (NTV, 1995)
- Otama, Kouzō Fūfu desu (NTV, 1994)
- Toubousha (Fuji TV, 1992)
- Shin Terauchi Kantarō Ikka (TBS, 1991)

### Films
- Gekijō-ban TRICK Reinōryoku-sha Battle Royal (2010)
- Tokumei Kakaricho Tadano Hitoshi - Saigo no Gekijoban (2008)
- Ghost Shout (2004)
- Shuranosuke zanma-ken: Yôma densetsu (alias Legend of the Devil) (1996)

### Anime
- Kochira Katsushika-ku Kameari kōen-mae hashutsujo (1998-2008)
- R.O.D -READ OR DIE- OVA (2001-2002)
- R.O.D -THE TV- (2003-2004)